# 908台湾国運動
908台湾国運動（きゅうぜろはち たいわんこくうんどう）は、台湾の独立派民間団体による正名運動の1つ。発起人は王献極。台湾国の樹立と「台湾国憲法」の制定を目標としている。2005年5月29日に「台湾国運動成立大会」を行い、同年8月より活動を始めた。
「9月8日」の由来は、1951年9月8日にサンフランシスコ講和条約により日本が台湾の主権を放棄し、この日から中華民国による領有が始まったことによる。

908台湾国運動の旗（模擬図）

908台湾国運動の旗は日本の国旗を基礎としていて、日の丸をベースに台湾の象徴である海と大地を、それぞれ青と緑の帯で表したものとなっている。また尖閣諸島（釣魚台）については「台湾の領土ではない。しかし海域の資源は台湾と日本で共有すべきだ」と表明している。これらのことから、古典的親日派による台湾独立運動ということが分かる。
このように独立運動のなかでも特異な言動をおこなう908台湾国運動に対しては、「日本降伏直後に台湾独立をとなえた者などいなかった」として、運動の趣旨を非難するものも多い。